# Stanisław Małachowski (1727–1784)
Stanisław Małachowski herbu Nałęcz (ur. 1727, zm. 1784) – krajczy wielki koronny, starosta wąwolnicki, porucznik chorągwi pancernej wojewody brzeskolitewskiego Sapiehy w Pułku Hetmana Polnego Koronnego w 1760 roku.

## Życiorys
Kawaler orderu św. Stanisława.
Był mężem Marianny z Potockich herbu Pilawa (ślub około 1750 r.). W 1751 roku nabył dobra w Bochotnicy, gdzie około 1770 roku wzniósł pałac otoczony parkiem i dokończył budowę murowanego kościoła parafialnego. Pałac wybudowany został w stylu barokowym według projektu królewskiego architekta Ferdynanda Naxa. To właśnie od nazwy herbu Małachowskich Bochotnica przemianowana została na Nałęczów. Dzisiejszy herb Nałęczowa powstał z połączenia obu herbów: Nałęcz i Pilawa.
Poseł na sejm 1758 roku z województwa krakowskiego. Poseł oświęcimski na sejm 1762 roku. Członek  konfederacji radomskiej w 1767 roku.
Maria Małachowska zmarła w 1772 r. zanim pałac został ukończony. W pałacu zamieszkał Stanisław z drugą żoną – Różą Bielską z Olbrachcic herbu Jelita, z którą ożenił się 30 stycznia 1775 r. Kilka lat trwająca budowa została zakończona w 1775 r. Po śmierci pierwszej żony, Małachowski zmienił tryb życia na hulaszczy, co doprowadziło do powstania długów i zmusiło go do sprzedaży klucza nałęczowskiego. Od 1778 r. w pałacu zamieszkał nowy właściciel Antoni Małachowski – daleki krewny Stanisława, a po jego śmierci żona Katarzyna.